# Kazys Škirpa
Kazys Škirpa (n. 18 februarie 1895, Pasvalys⁠(d), Lituania – d. 18 august 1979, Washington, D.C., District of Columbia, SUA) a fost un ofițer militar și diplomat lituanian implicat în încercările de obținere a independenței Lituaniei din 1941 și în ororile Holocaustului. 
În Primul Război Mondial a fost mobilizat în armata țaristă și a încercat să formeze detașamente lituaniene în Petrograd. După ce Lituania și-a declarat independenta în 1918, s-a întors și s-a oferit voluntar în Războaiele de Independență a Lituaniei. A decis să urmeze o educație militară în Kaunas și Bruxelles. Kazys Škirpa a lucrat ca Șef al Marelui Stat Major, dar a fost forțat să demisioneze după lovitura de stat din Lituania din 1926 deoarece a fost un opozant activ al acesteia și a încercat să strângă sprijin militar pentru a proteja Guvernul.
După aceea a servit ca reprezentant al Lituaniei în Germania (1927-1930), Liga Națiunilor (1937), Polonia (1938) și din nou în Germania (1938-1941). După ocupația sovietică a Lituaniei în 1940, Škirpa a fugit în Germania și a fondat Frontul Activist Lituanian cu caracter antisemitic și antipolonez, o organizație efemeră având scopul precis de eliberare a Lituaniei cu sprijinul naziștilor. După invadarea URSS de către Germania în iunie 1941, Škirpa s-a întors în Lituania și a încurajat populația să ucidă evrei prin intermediul transmisiunilor radio. Până la finalul acelui an, au fost uciși 2,500 de evrei în urma progromurilor, iar unitățile Einsatzgruppe au ucis 133,346 de oameni dintre care 114,856 erau evrei.